# Sympiesis capeki
Sympiesis capeki är en stekelart som beskrevs av Boucek 1959. Sympiesis capeki ingår i släktet Sympiesis och familjen finglanssteklar. Arten är reproducerande i Sverige. Inga underarter finns listade i Catalogue of Life.